# Rudolf van Oostenrijk (1788-1831)
Rudolf van Oostenrijk  (Florence, Toscane, 8 januari 1788 - Baden bei Wien, Oostenrijk, 24 juli 1831) was een aartshertog van Oostenrijk en een prins van het groothertogdom Toscane. Hij was een kardinaal en aartsbisschop van Olomouc in Moravië. 

## Afstamming
Rudolf was een telg uit het huis Habsburg-Lotharingen. Hij werd geboren als Rudolf Johannes Jozef Reinier als jongste zoon van de latere keizer Leopold II en infanta (later keizerin) Maria Louisa van Spanje. Zijn grootouders aan vaderskant waren keizer Franz I Stefan en keizerin Maria Theresia. Zijn grootouders aan moederskant waren koning Karel III van Spanje en koningin Maria Amalia van Saksen. Rudolf had elf oudere broers en vier oudere zussen. Zijn oudste zus, aartshertogin Maria Theresia, de latere koningin van Saksen, was al 21 jaar toen Rudolf werd geboren.
Vanaf 1803 nam Rudolf pianolessen en lessen compositieleer van Ludwig van Beethoven. De twee werden goede vrienden, Rudolf werd de beschermheer van Ludwig van Beethoven en hij werd een grote steun voor Beethoven. Ze bleven elkaar ontmoeten tot 1824. Ludwig van Beethoven heeft 14 composities aan Rudolf gewijd, waaronder het Vierde en Vijfde pianoconcert, de pianosonate Les Adieux, de Hammerklaviersonate en de Grosse Fuge. Rudolf, op zijn beurt, wijdde een van zijn eigen composities aan Beethoven. De brieven die Beethoven schreef aan Rudolf zijn tot op de dag van vandaag bewaard gebleven in de Gesellschaft der Musikfreunde in Wenen.
Op 24 maart 1819, op 31-jarige leeftijd, werd Rudolf benoemd tot aartsbisschop van de stad Olomouc, dat in die tijd in het keizerrijk Oostenrijk lag. Hij werd kardinaal-priester en hij kreeg de San Pietro in Montorio als titelkerk. Hij kreeg deze titel van paus Pius VII, op 4 juni 1819.
Beethoven begon aan de Missa Solemnis voor de wijding van de bisschop, maar de mis zou pas in 1824 in Wenen worden uitgevoerd.
Rudolf stierf plotseling in Baden bei Wien, tijdens de regering van zijn broer, keizer Frans I van Oostenrijk. Rudolf werd bijgezet in de Kapuzinergruft, te Wenen. Zijn hart werd begraven in de kathedraal van Wenceslaus de Heilige te Olomouc.
- Biblioteca Nacional de España: XX1573522
- Bibliothèque nationale de France: cb131900505 (data)
- Gemeinsame Normdatei: 118908138
- International Standard Name Identifier: 0000 0001 1944 2675
- Library of Congress Control Number: n82153094
- MusicBrainz: 3b67158b-56a6-42f1-9fe5-c86b9d75b352
- Nationale Bibliotheek van Tsjechië: osa2010593993
- Nationale Bibliotheek van Israël: 987007274315105171
- Nationale Bibliotheek van Polen: a0000003112328
- Nederlandse Thesaurus van Auteursnamen: 097196835
- Système universitaire de documentation: 162434383
- Virtual International Authority File: 3828775
- WorldCat: E39PBJtH34wvkr7pxqYFymDrMP